# 秦州区
秦州区（しんしゅう-く）は中華人民共和国甘粛省天水市に位置する市轄区。

## 歴史
2004年9月、秦城区より現在の名称に改称された。

## 行政区画
7街道、16鎮を管轄する：
- 街道弁事処：大城街道、七里墩街道、東関街道、中城街道、西関街道、石馬坪街道、天水郡街道
- 鎮：玉泉鎮、太京鎮、藉口鎮、皂郊鎮、汪川鎮、牡丹鎮、関子鎮、平南鎮、天水鎮、娘娘壩鎮、中梁鎮、楊家寺鎮、斉寿鎮、大門鎮、秦嶺鎮、華歧鎮

## 交通

### 鉄道
- 天水有軌電車

### 道路
- 高速道路
  -  連霍高速道路
  -  十天高速道路（中国語版）
  -  平綿高速道路（中国語版）
- 国道
  - G247国道（中国語版）
  - G310国道（中国語版）
  - G316国道（中国語版）

## 名所・旧跡
- 伏羲廟
- 玉泉観
- 南郭寺